# Franz Richter (Landrat)
Franz Richter  (* 20. Oktober 1882 in Klingenberg am Main; † 24. Februar 1965 in Würzburg) war ein deutscher Landrat.

## Leben
Franz Richter absolvierte nach dem Abitur ein Studium der Rechtswissenschaften an der Julius-Maximilians-Universität Würzburg, wo er Mitglied des Corps Bavaria Würzburg war. Nach seiner ersten juristischen Staatsprüfung im Jahre 1905 folgte der dreijährige Vorbereitungsdienst, der 1909 mit dem Großen juristischen Staatsexamen endete. Zunächst als Regierungsakzessist eingesetzt, wurde er zum 1. Oktober 1915 Bezirksamtsassessor in Krumbach. Als Landsturmmann musste er Kriegsdienst leisten. Am 16. März 1922 wurde er als Bezirksamtmann mit der Leitung des Bezirksamtes Aschaffenburg beauftragt. 1926 erhielt er Abordnungen zur Regierung von Mittelfranken, wo er in der Kreishauptfürsorgestelle für Kriegshinterbliebene war, und zur Geschäftsstelle des Oberversicherungsamtes Mittelfranken. Dort im Jahre 1926 zum Regierungsrat ernannt, folgte am 1. August 1931 die Berufung zum Bezirksamtsvorstand (ab 1939 Landrat) des Bezirksamts Obernburg am Main (ab 1939 Landkreis Obernburg am Main).  In diesem Amt blieb er bis zu seiner Amtsenthebung im April 1945. Bis Juni 1945 wurde er interniert
und im Entnazifizierungsverfahren im Jahre 1946 als Belasteter eingestuft. Die Berufungskammer Würzburg reihte ihn als Mitläufer ein, so dass er zum 4. November 1949 wieder in den Dienst eingestellt wurde, bei gleichzeitiger Versetzung in den Ruhestand. 
Richter war zum 1. Mai 1933 in die NSDAP (Mitgliedsnummer 3.559.471) eingetreten und dort als Kreishauptstellenleiter eingesetzt.